# Уоррен (национальный парк)
Уоррен (англ. Warren National Park) — национальный парк в штате Западная Австралия, расположенный в 287 км к югу от столицы штата Перт и в 15 км к югу от Пембертона. Площадь парка составляет 2981 га.
Всего в нескольких километрах к югу находится гораздо более крупный национальный парк Д’Антркасто.

## Описание
В парке преобладают старые деревья вида эвкалипт разноцветный, некоторые из них достигают почти 90 м в высоту. Некоторые из этих деревьев использовались в качестве пожарных смотровых башен, построенных в 1930-х и 1940-х годах. «Дерево двухсотлетия Австралии Дэйва Эванса» высотой 75 м расположено в парке и было оборудовано в 1988 году в рамках празднования двухсотлетия Австралии. Это одно из трёх деревьев, растущих вокруг Пембертона, на которые по специальным металлическим арматурным стержням могут залезть туристы.
Река Уоррен протекает через парк вместе с множеством небольших ручьев и оврагов. В реке много форели и австралийского рака Cherax cainii, которые можно ловить в сезон.

Национальный парк Уоррен
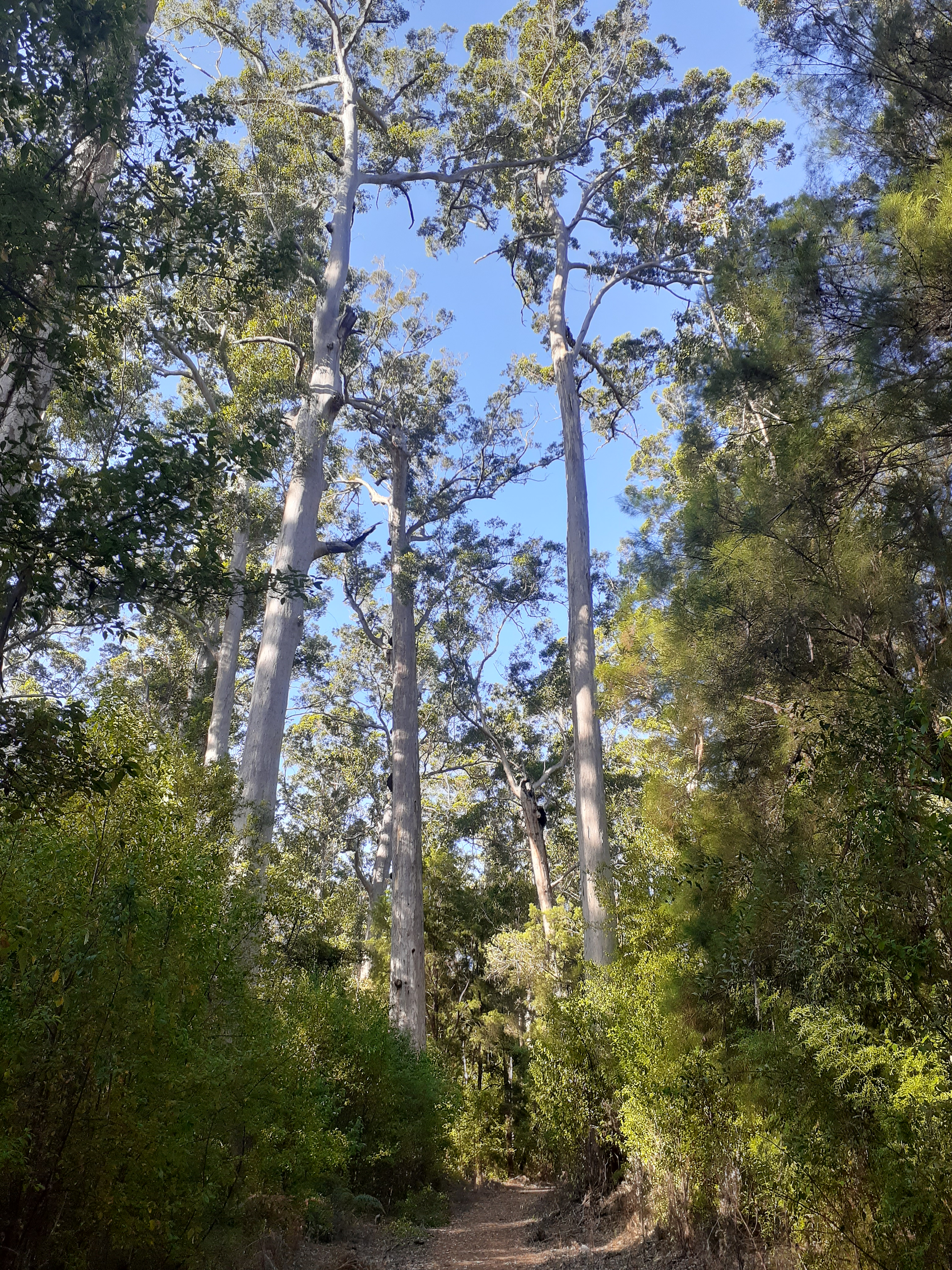
В парке Уоррен
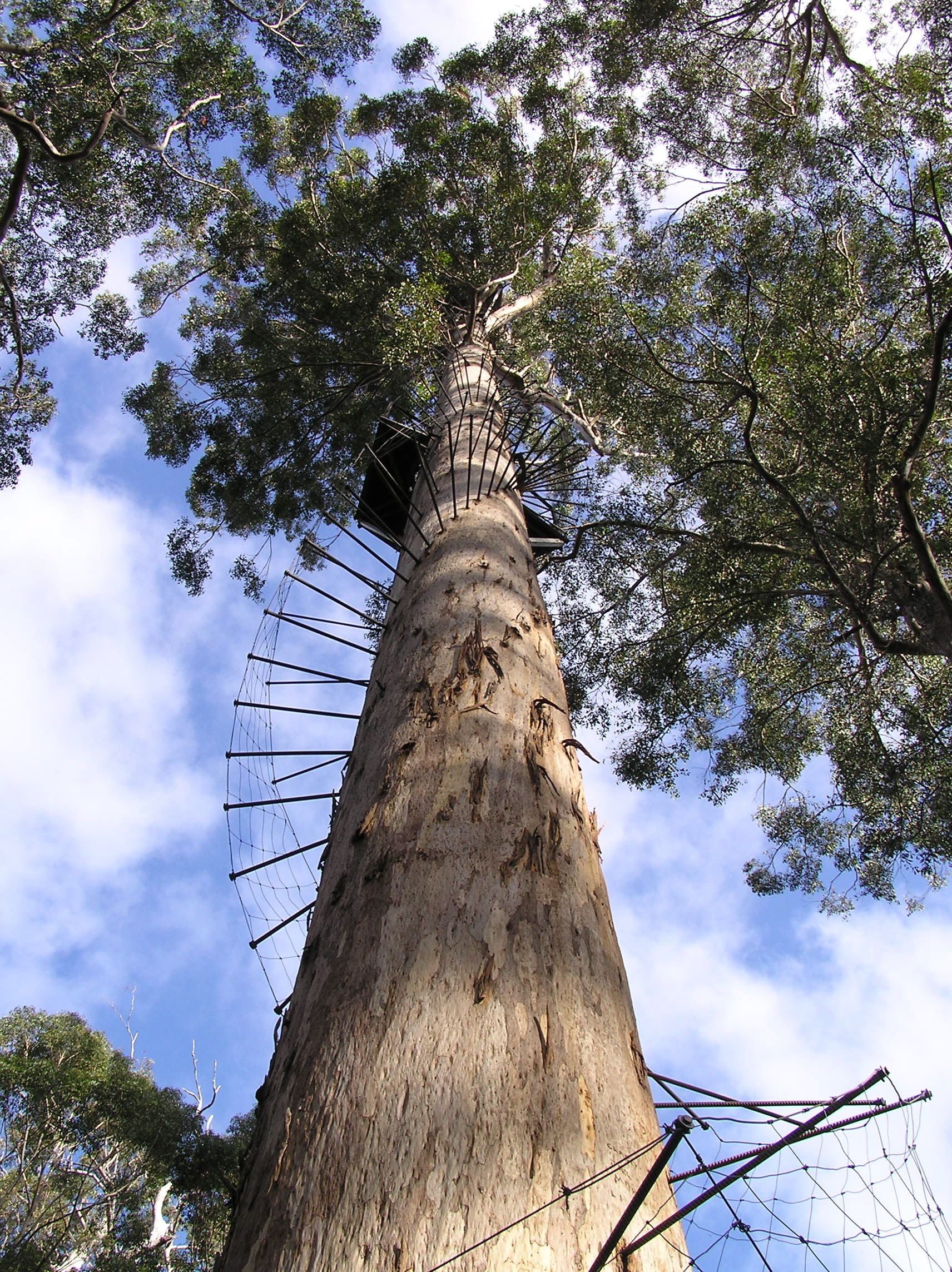
Эвкалипт разноцветный. Знаменитый эвкалипт Дэйва Эванса со смотровой площадкой
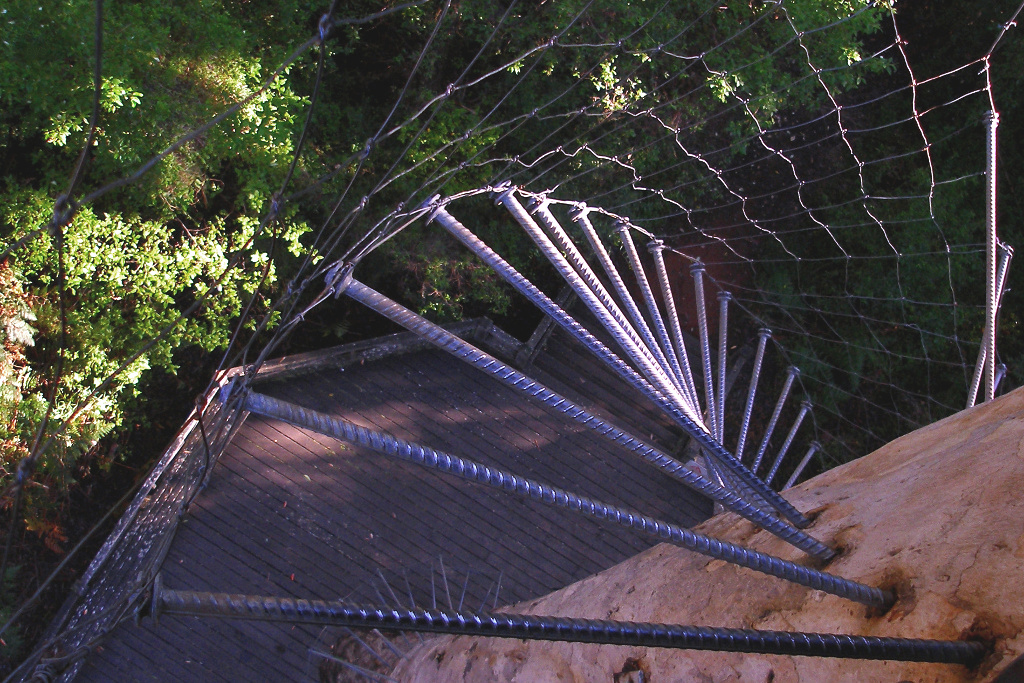
Вид со смотровой площадки